# Canal 18 (España)
Canal 18 fue un canal de televisión por suscripción español, producido por Chello Multicanal. Su programación se centra en el cine X. Fue lanzado en septiembre de 1997 y cerró el 2 de septiembre de 2013, siendo reemplazado por Dorcel TV.

## Historia
Sus emisiones se iniciaron en septiembre de 1997 y 30 de septiembre de 2004 cuando la plataforma vía digital empezó su andadura Vía Digital. Emitía películas de suspenso, terror y comedia hechas en Estados Unidos en las décadas de 1980 y 1990, así como cine pornográfico a partir de las 12:00am. A finales de 1999, fue adquirida por Mediapark y su programación de enfocó en el cine de terror (aunque manteniendo la cuota de cine pornográfico a medianoche). 
En noviembre de 2006, el canal empezó a compartir señal con Dark, que emitía hasta la 1:00am cine de terror actual así como series televisivas como Masters of Horror y Las pesadillas de Freddy. Entonces, Canal 18 emitía solo durante 4 horas, dejando a Dark como responsable del resto de programación. A causa de la compra de Teuve (anteriormente llamada Factoría de canales, y anteriormente, Mediapark) por parte de Chello Multicanal, en julio de 2009 desapareció Dark y fue el canal Buzz Rojo, especializado en cine de terror en sobremesa y prime time, el que se fusionó con Canal 18.
El 2 de septiembre de 2013, por cuestiones legales, Chello Multicanal elimina Canal 18 tras 16 años de emisión ininterrumpida y siendo sustituido por Dorcel TV, otro canal europeo que nació en 2006 y que también emite contenido erótico.